# Strada statale 90 (Polonia)
La strada statale 90 (sigla DK 90, in polacco droga krajowa 90) è una strada statale polacca che attraversa il Paese da Mała Karczma a Kwidzyn.